# 27 tháng 8
Ngày 27 tháng 8 là ngày thứ 239 (240 trong năm nhuận) trong lịch Gregory. Còn 126 ngày trong năm.

## Sự kiện
- 1689 – Hòa ước Nerchinsk được ký giữa Nga và Đế quốc Mãn Thanh
- 1776 – Trận đảo Long: Tại Brooklyn, New York, quân Anh do tướng William Howe chỉ huy đã đánh bại quân Mỹ của George Washington
- 1813 – Hoàng đế Pháp Napoléon Bonaparte đánh bại liên quân Nga-Áo-Phổ trong Trận Dresden
- 1828 – Quân Nga đánh bại quân Ottoman trong Trận Akhalzic
- 1883 – Krakatoa, ngọn núi lửa tại Indonesia phun trào làm 1.000 người chết. Ngoài ra làn sóng tạo ra sau vụ nổ đã gây nên sóng thần cao 30 mét làm chết 36.000 người trên khắp thế giới. Vụ nổ cuối cùng cũng tạo nên âm thanh to nhất từng đo được là 180 dBSPL.
- 1896 – Chiến tranh Anh–Zanzibar: cuộc chiến tranh ngắn nhất trong lịch sử thế giới (chỉ diễn ra trong 45 phút từ 09:00 tới 09:45) giữa Anh và Zanzibar.
- 1916 – România tuyên chiến với Đế quốc Áo-Hung và chính thức tham gia vào Chiến tranh thế giới thứ nhất theo phe Entente.
- 1921 – Anh đưa con trai của Sharif Hussein bin Ali (lãnh đạo của Khởi nghĩa Ả Rập năm 1916 chống lại Đế quốc Ottoman) làm vua Faisal I của Iraq
- 1928 – Hiệp ước Briand-Kellogg đã được ký kết mà theo đó, các quốc gia có trách nhiệm giải quyết các mâu thuẫn bằng con đường hòa giải, không dùng vũ lực. Cho đến cuối năm 1929, có 54 nước đã tham gia ký hiệp ước này.
- 1943 – Quân Nhật di tản khỏi đảo New Georgia tại Mặt trận Thái Bình Dương trong Chiến tranh thế giới thứ hai
- 1945 – Cách mạng tháng Tám: khởi nghĩa giành chính quyền tại các tỉnh lỵ: Rạch Giá, Quảng Ngãi
- 1945 – Chính phủ lâm thời của Việt Nam Dân chủ Cộng hòa được thành lập. Tiền thân của nó là Ủy ban Giải phóng Dân tộc Việt Nam, nay thêm một số nhân sĩ tham gia.
- 1946 – Bưu chính Việt Nam phát hành chiếc tem thư đầu tiên mang hình Hồ Chí Minh
- 1962 – Bắt đầu cho thực hiện Mariner 2, chuyến thám hiểm không gian không người lái đến Sao Kim do NASA tiến hành
- 1979 – Lực lượng IRA đã dùng bom giết chết đô đốc người Anh Louis Mountbatten tại Sligo, Cộng hòa Ireland. Một quả bom khác gần Warrenpoint, Bắc Ireland đã giết 18 lính Anh.
- 1991 – Cộng đồng châu Âu EC công nhận độc lập của ba quốc gia vùng Baltic: Estonia, Latvia và Litva
- 1991 – Moldova tuyên bố độc lập từ Liên Xô
- 2000 – Tháp Ostankino cao 504 mét tại Moskva xảy ra hỏa hoạn làm ba người chết
- 2003 – Sao Hỏa tiến đến khoảng cách gần Trái Đất nhất trong 60.000 năm: 34.646.418 dặm (hay 55.758.005 km)

## Sinh
- 1407 – Ashikaga Yoshikazu, shogun Nhật Bản (m. 1425)
- 1487 – Anna của Brandenburg, nữ hoàng Đan Mạch (m. 1514)
- 1677 – Otto Ferdinand von Abensberg und Traun, thống chế Áo (m. 1748)
- 1770 – Georg Wilhelm Friedrich Hegel, nhà triết học người Đức (m. 1831)
- 1809 – Hannibal Hamlin, Phó tổng thống Hoa Kỳ (m. 1891)
- 1865 – Charles G. Dawes, Phó tổng thống Hoa Kỳ và là người đoạt giải Nobel Hòa Bình (m. 1951)
- 1874 – Carl Bosch, nhà hóa học người Đức đoạt giải Nobel Hóa học (m. 1940)
- 1884 – Vincent Auriol, tổng thống Pháp (m. 1966)
- 1908 – Lyndon B. Johnson, tổng thống Hoa Kỳ (m. 1973)
- 1915 – Norman F. Ramsey, nhà vật lý người Mỹ, đoạt giải Nobel Vật lý
- 1918 – Jelle Zijlstra, thủ tướng Hà Lan (m. 2001)
- 1958 – Sergei Krikalev, nhà du hành vũ trụ người Nga
- 1971 – Julian Cheung, ca sĩ và diễn viên Hồng Kông
- 1973 – Dietmar Hamann, cầu thủ bóng đá Đức
- 1976 – Carlos Moyá, vận động viên quần vợt người Tây Ban Nha
- 1977 – Deco, cầu thủ bóng đá Bồ Đào Nha gốc Brasil
- 1984 – David Bentley, cầu thủ bóng đá người Anh
- 1984 – Sulley Muntari, cầu thủ bóng đá người Ghana
- 1986 – Sebastian Kurz, thủ tướng Áo
- 1988 – Alexa Vega, diễn viên người Mỹ

## Mất
- 542 – Thánh Caesarius của Arles
- 827 – Giáo hoàng Eugene II
- 1394 – Nhật hoàng Chokei (s. 1343)
- 1572 – Claude Goudimel, nhà soạn nhạc người Pháp
- 1577 – Titian, họa sĩ người Ý
- 1773 – Friedrich Wilhelm von Seydlitz, tướng Phổ (s. 1721)
- 1958 – Ernest Lawrence, nhà vật lý người Mỹ, đoạt giải Nobel Vật Lý (s. 1901)
- 1965 – Le Corbusier, kiến trúc sư Thụy Sĩ (s. 1887)
- 1979 – Luois Mountbatten, đô đốc Anh (bị ám sát) (s. 1900)
- 1997 - Trần Văn Minh, Trung tướng Quân lực Việt Nam Cộng hòa

## Ngày lễ và kỷ niệm
- Lễ hội La Mã – Volturnalia để vinh danh Volturnus
- Lễ thánh: 
  - Thánh Joseph Calasanctius
  - Thánh Monica của Hippo
  - Thánh Caesarius của Arles
  - Thánh Rufus và Carpophorus
  - Thánh Margaret Barefooted
  - Đức Mẹ La Vang
- Ngày quốc khánh Moldova (từ Liên Xô, 1991)